# Autorità amministrativa indipendente
Una autorità amministrativa indipendente è un ente pubblico, autonomo dalla politica, posto a tutela di diversi settori di rilevanza sociale.

## Storia
Il fenomeno delle Autorités administratives indépendantes è nato in Francia, dove si è voluto sottrarre ai poteri del Governo una serie di settori sensibili, in cui il conflitto tra interessi pubblici e interessi privati di rilievo costituzionale necessitava di una specifica attenzione, e dove soprattutto le autorità più sono amministrative meno sono indipendenti.
La nascita di questi organismi, piuttosto che come istituzione di un quarto potere, è stata vista come un “mescolamento” ed un bilanciamento dei tre poteri, radicatisi così in un unico soggetto, il quale agisce con una doppia missione, ossia come regolazione sociale (funzione pubblica) e come protezione delle libertà.

## Nel mondo
Un'autorità pubblica, come la FCC, non esiste presso l'Unione europea. Invece, l'accordo quadro che disciplina la Commissione europea e le autorità nazionali di regolamentazione si sono organizzati nel gruppo dei regolatori europei European Regulators Group (ERG), per gli standard in Europa.

### Italia
Esse sono organismi istituiti dalla legge con finalità di tutela di interessi pubblici di particolare rilevanza e delicatezza e ritenuti meritevoli di riconoscimento costituzionale. Questi organismi sono titolari di una funzione di controllo intesa in senso lato, cioè una sorta di controllo-regolazione che sostituisce il vecchio modello di controllo-direzione (svolto finora dai Ministeri) e di controllo-vigilanza (svolto dagli organi di polizia economica).
La dottrina, atteso che il diritto amministrativo tace, ha cercato di individuare le Autorità amministrative indipendenti nei seguenti organismi pubblici:
- Autorità di regolazione dei trasporti (ART)
- Autorità di regolazione per energia reti e ambiente (ARERA)
- Autorità garante della concorrenza e del mercato (AGCM)
- Autorità garante per l'infanzia e l'adolescenza (AGIA)
- Autorità nazionale anticorruzione (ANAC)[2]
- Autorità per le garanzie nelle comunicazioni (AGCOM)
- Commissione di garanzia dell'attuazione della legge sullo sciopero nei servizi pubblici essenziali (CGS)
- Commissione di vigilanza sui fondi pensione (COVIP)
- Commissione nazionale per le società e la Borsa (CONSOB)
- Garante nazionale dei diritti delle persone private della libertà personale (GNPL)
- Garante per la protezione dei dati personali (GPDP)
- Istituto per la vigilanza sulle assicurazioni (IVASS)[3]

Dal punto di vista statistico, l'ISTAT elenca alcune Autorità amministrative indipendenti nell'elenco delle pubbliche amministrazioni aggiornato periodicamente, mentre dubbia nella dottrina giuridica è la riconduzione dei difensori civici nell'ambito delle autorità amministrative indipendenti.

### Regno Unito
Nel Regno Unito operano i "Quango" (quasi-autonomous non-governmental organisation), organismi caratterizzati da una corresponsabilità indiretta e limitata con le autorità politiche. In seno ai Quango, assumono particolare importanza le Regulatory Agencies, con il compito di contemperare gli interessi protetti dalla legge con quelli comunque meritevoli di tutela.

### Spagna
In Spagna opera la Comisión del Mercado de las Telecomunicaciones, istituita dal regio decreto del 7 giugno 1996, n. 7, convertito in legge 24 aprile 1997, n. 12.

### Stati Uniti d'America
Negli Stati Uniti d'America, operano le Independent Regulatory Commissions, come espressione di un nuovo modello organizzativo equidistante dal potere legislativo e da quello esecutivo e svincolate dal controllo presidenziale, che esercitano poteri regolatori in vari settori dell'economia.